# William Alphonso Murrill
William Alphonso Murrill (1869 – 1957) fue un micólogo estadounidense, conocido por sus contribuciones al conocimiento de Agaricales y Polyporaceae.

## Biografía y educación
Creció en una familia escocesa-irlandesa-británica, con tres hermanos y tres hermanas en la granja Pammell, cerca de Lynchburg, Virginia. Fue curador del New York Botanical Garden (NYBG), Bronx.
Murrill obtuvo su Ph.D. en la Universidad Cornell, en 1897, trabajando bajo la supervisión de George F. Atkinson, una autoridad en la taxonomía de Basidiomycetes.
Comenzó a trabajar como curador asistente en la Biblioteca, y en el Herbario de la Columbia University, en 1904, llegando a ser conservador entre 1919 a 1925. También trabajó en la Universidad de Florida.
Recogió más de 75.000 ejemplares y describió alrededor de 1.700 nuevas especies.

## Algunas publicaciones
Murrill realizó 510 publicaciones, incluidos documentos micológicos y de botánica, notas generales, informes varios, revistas, biografías y artículos de divulgación sobre la historia natural.
- La abreviatura «Murrill» se emplea para indicar a William Alphonso Murrill como autoridad en la descripción y clasificación científica de los vegetales.[3]